# 超電磁大戦ビクトリーファイブ
『超電磁大戦ビクトリーファイブ』（ちょうでんじたいせんビクトリーファイブ）は、長谷川裕一の漫画作品。長浜ロマンロボシリーズを基に描き上げたクロスオーバー作品である。「スーパーロボットマガジン」vol.1（2001年7月）- vol.13（2003年7月）まで連載。

## 概要
本作においては『超電磁ロボ コン・バトラーV』『超電磁マシーン ボルテスV』『闘将ダイモス』を同一世界の出来事とし、3作品に登場したスーパーロボット、世界観、敵などを一つに昇華し、纏めあげている。単行本全2巻の内、第1巻が第1部、第2巻が第2部となっている。第2部では上記に加え『未来ロボ ダルタニアス』が追加されている。
2010年から「月刊コミックラッシュ」（JIVE）誌上において同作者により連載された『勇者ライディーン』続編『ゴッドバード』は同じ世界を舞台としており、途中から本作のキャラクターが登場している。

## 第1部あらすじ
地球、キャンベル星、ボアザン星、バーム星が四惑星不可侵条約を結びようやく平和への足掛かりを掴んだその日、デュナンの子“ジュエリオン”と名乗る謎の人物が四つの惑星に叛旗を翻した。条約締結の平和会議に参加していた各国の使節を拉致したジュエリオンは、人質1人につき他星人の首千を差し出すことを要求する。ようやく掴みかけた平和を取り戻すため、コン・バトラーV、ボルテスV、ダイモスの超電磁ロボチームは超電磁戦艦マグネバードで出撃する。彼らを最も倒すべき敵と認識したジュエリオンは8700光年離れた人工惑星デュナンで待つと言い残し人質と共に去る。四つの星の平和と未来をかけた戦いが始まった。

## 第2部あらすじ
平和を取り戻した地球で寛ぐ超電磁チーム。しかしそこに新たな災いの種が降って来た。かつてコン・バトラーVと戦ったキャンベル星の大将軍ガルーダのオリジナルが次元の狭間から蘇って来たのだ。しかも別の世界からダルタニアスを引き連れて。そしてガルーダを追って現れた仮面の騎士は死んだはずのハイネルだった。異世界に戸惑いコン・バトラーVと戦いを始めてしまうダルタニアス。なんとか超電磁チームと和解したダルタニアス一行だったが、オリジナル・ガルーダの真の狙いは何なのか？無気味な陰謀が動き始めていた。

## 登場人物
特に表記の無い場合は1・2部共通の登場人物。

### 超電磁ロボ コン・バトラーV
原作での設定については超電磁ロボ コン・バトラーV#登場人物を参照。
葵豹馬（あおい ひょうま）
コン・バトラーVのメインパイロット及びバトルジェットのパイロットでありバトルチームのリーダー。
浪花十三（なにわ じゅうぞう）
バトルクラッシャーのパイロットで射撃の名手。
西川大作（にしかわ だいさく）
バトルタンクのパイロットであり巨漢。将来は漫画家を目指している。
南原ちずる（なんばら ちずる）
バトルマリンのパイロットで、コン・バトラーVの開発者である故・南原博士の孫娘。
北小介（きた こすけ）
バトルクラフトのパイロットでIQ200の天才少年。
四ッ谷博士
かつて南原コネクションを率いて戦った指揮官。
本作では超電磁戦艦マグネバードを用い、平和会議使節の救出作戦を指揮する。
ガルーダ
コン・バトラーVが戦ったキャンベル星地球侵略軍の大将軍にして、オレアナによって作られたアンドロイド・ガルーダの基になった人物。事故で生死の境を彷徨った際にオレアナによってサイボーグに改造されて一命を取り留めたが、サイボーグの身体になったガルーダはオレアナに反発を繰り返した為、次元の狭間へ封印されてしまった。この事態にガルーダは既に作り上げていた超巨大メカ“ヴィーケイン”を異次元に隠し、起動に必要なエネルギーを持つ者が通りかかるのを待ち構えていた。その結果、最大時で恒星一個分のエネルギー容量を持つダルタニアスが半径4億時空キロの網にかかり、ガルーダは再び元の次元に舞い戻った。オレアナへの愛憎から十字島に残されたオレアナ像を回収、アンドロイドのオレアナを蘇らせて自分の宇宙制覇を見せつけようとした。しかし剣人とハイネルの突入によりヴィーケイン内部での戦いに敗れ、最後はハイネルと共にヴィーケインの自爆に巻き込まれた。第2部のみ登場。
オレアナ
元キャンベル星地球侵略軍の総指揮をとっていた天才女性科学者。その正体は巨大な石像に人格が移植されたコンピューターであった。
本作ではオリジナル・ガルーダによりアンドロイド体ではあるがキャンベル星人の姿を取り戻す。とはいえなかば狂気じみたガルーダにより鎖付きの首輪で繋がれ、突入して来た剣人、ハイネルと戦わされる。ヴィーケインのダストシュートから剣人を宇宙に放り出した後にハイネルの剣からガルーダを庇って死亡。第2部のみ登場。

### 超電磁マシーン ボルテスV
原作での設定については超電磁マシーン ボルテスV#登場人物を参照。
剛健一（ごう けんいち）
ボルテスVのメインパイロット及びボルトクルーザーのパイロットでありボルテスチームのリーダー。射撃の天才。ボアザン星人である父、剛健太郎の血をひいている。
本作ではその出自の為、ジュエリオンと話し合いを求めようとする姿が描かれている。大次郎と日吉は実弟。
峰一平（みね いっぺい）
ボルテスVの基地ビッグ・ファルコン創設に協力した科学者、浜口博士の孫。ボルトボンバーのパイロット。元全米ロデオ・チャンピオンで鞭の名手。
剛大次郎（ごう だいじろう）
健一の弟。巨漢で薩摩次元流の使い手、入れ込みからか薩摩弁で喋る。兄と同じくボアザンとのハーフ。ボルトパンザーのパイロット。
剛日吉（ごう ひよし）
健一の弟。小兵で最年少。兄と同じくボアザンとのハーフ。ボルトフリゲートのパイロット。
岡めぐみ（おか -）
地球防衛軍司令岡長官の娘で甲賀忍者の家系。剣･手裏剣の使い手で白兵戦でも実力発揮。ボルトランダーのパイロット。
剛健太郎（ごう けんたろう）
角のある者は貴族で角の無い者は奴隷というボアザン星の王家に生まれてしまった角の無い王子。本名ラ・ゴール。偽の角を付けて育てられたが、即位直前に発覚し労奴の身分に落とされる。その後労奴を率いて反乱を起こすも敗れて地球に逃げ延びる。地球においてボアザン好戦派の地球侵略に備えてボルテスVを建造した。ボアザン星科学大臣時代に結婚し、設けたもう1人の息子はボアザンのプリンス、ハイネルである。
本作では人質として捕らわれ、ジュエリオンの策略の一部としてマグネバードに救出される。第1部のみ登場。
ハイネル
元ボアザンの王子。裏切り者ラ・ゴールの息子として虐げられたが角があるため貴族として生きて来た。戦場で功を上げ自分を認めさせようと地球攻略総司令官となる。ボアザン本星での最後の戦いの際に互いの素性を理解しあったかに見えた健一とハイネルだったが、ハイネルは自ら炎の中に消えた。
本作では第2部において仮面の戦士として登場。貴族の証である角を片方だけ折って、貴族でも労奴でもない存在としてボアザンの未来に尽くす為に活動していた。オリジナルガルーダと戦い、その命と引き換えに超電磁チームを救う。第2部のみ登場。

### 闘将ダイモス
原作の設定でについては闘将ダイモス#登場人物を参照。
竜崎一矢
バーム星との和平交渉が謀略によって阻止され父、竜崎勇を失うが父の開発したダイモスを駆ってバーム好戦派と戦った。ふとしたことからバーム星人エリカと恋に落ち、バームと地球の両方の架け橋となる。本作では星と種の違いを超えて愛し合う二人に対し、ジュエリオンの嫉妬にも似た感情がぶつけられることとなる。
エリカ
バーム星最高指導者であったリオン大元帥の娘。和平交渉の際に父を毒殺されるが、その際の混乱で記憶を失い一矢に助けられ恋に落ちる。しかし記憶を取り戻してからは一矢の下を離れ、父の死の真相を探るべく反乱軍に身を投じた。
本作ではバームに提供されるはずだった新型ロボ“フォボス”で一矢と共に戦う。第2部では「事情があって」フォボスには搭乗しなかった。

### 未来ロボ ダルタニアスより
『未来ロボ ダルタニアス』の登場人物は、本作では『コン・バトラーV』『ボルテスV』『ダイモス』の世界とは別世界から転移してきた設定である。全員第2部のみ登場。
原作での設定については未来ロボ ダルタニアス#登場人物を参照。
楯剣人（たて けんと）
アトラウス及びダルタニアスのパイロット。剣人たちの地球は星間帝国ザールの急襲で壊滅状態にあり、かつてザールと戦ったエリオス星のアール博士は、エリオス皇帝ハーリンを探して地球を訪れハーリンの息子である剣人を見つける。廃墟と化した日本で剣人たちはザールを倒すためにダルタニアスで戦った。
本作では第2部において、ザールを倒して地球に帰還する際のワープでオリジナルガルーダの策略により、『ビクトリーファイブ』に飛ばされてしまった。
柊弾児（ひいらぎ だんじ）
ダルタニアスの脚部になる重戦闘機ガンパーのパイロット。第2部のみ登場。
白鳥早苗（しらとり さなえ）
廃墟と化した日本で逞しく生きる剣人ら戦災孤児のお姉さん的存在。
本作ではオリジナル・ガルーダに襲われている所を豹馬や健一に助けられる。第2部のみ登場。

### 本作オリジナルキャラクター
ジュエリオン
3000年前にバーム星とボアザン星が争っていた時に、互いの立場を超えて愛し合うようになったバーム星人とボアザン星人の夫婦、デュナンとリオンの娘。両星の血を引いているため角と翼の両方を有している。双方が裏切り者として母星に連れ帰り見せしめとしてあまりに残虐な方法で殺した為、後世の世でデュナンとリオンは歴史上抹殺された存在だった。2人の娘は逃れようとして宇宙船の事故に巻き込まれ死亡するが、優秀な科学者だったデュナンがつくった精神力をエネルギーに変えるイド・サークレットを身に付けていたために黄泉返り、3000年の間復讐を目指して人工惑星に膨大な戦力を貯えて来た。イド・サークレットを外すと肉体が消滅する。ボアザン、バーム、キャンベル、地球の友好関係を壊すべく互いに憎み殺し合うように平和使節を誘拐、強大な戦力で立ちはだかる。最終決戦で死亡。第1部のみ登場。
チリ（ベリオン）
ジュエリオンの妹。姉同様、バーム星人とボアザン星人の血を引いているため角と翼の両方を有している。外見上は幼い少女だが姉と同じくイド・サークレットで黄泉返った3000年前の少女。イド・サークレットを外すと肉体が消滅する。人工惑星デュナンへの道案内としてエリカとともに解放される。脳に星図が書き込まれていたため個人情報の記憶は失われていたので便宜上チリ（つけていた鈴の音から）と呼ばれた。しかし目的はスパイとしてマグネバードに入り込み、内部から攪乱することだった。だが豹馬の勇気や優しさ、健一の苦悩、一矢とエリカの愛に触れるうちにジュエリオンとは考え方を異にし始める。最終決戦でイド・サークレットを自ら外し3000年の怨念のエネルギーを解放し超電磁チームに勝利を齎した。死んだと思われていたが、ジュエリオンの最期の力なのか彼女のみ生身で生き残った。
第2部では「とある事情」によって来られなかったエリカの代わりに、フォボスのパイロットとして駆け付ける。
同作者による続編『ゴッドバード』にも引き続き登場している。

## 登場メカ
コン・バトラーV
南原博士が開発した5台のメカが合体する超電磁ロボ。身長57メートル、体重550トン。装甲はサーメットであり、動力は超電磁エネルギーである。数多くの武器を内蔵している。必殺技は“超電磁スピン”及び“グランダッシャー”。
ボルテスV
剛博士が開発した5台のメカが合体する超電磁マシーン。身長58メートル、体重600トン。超電磁エネルギーで駆動する。必殺技は“天空剣Vの字斬り”。バリエーションとして“超電磁ボール・Vの字斬り”がある。
本作では玩具のみの形態だった“ボルテス重戦車”を披露している。
ダイモス
竜崎博士が開発した変形ロボット。身長45メートル、体重150トン。搭乗者・竜崎一矢の空手という特技を活かすため、マニピュレーターは搭乗者と連動して操作される。装甲材質はダイモニウム、動力源はダイモライト。必殺技は“烈風正拳突き”。
ダルタニアス
アール博士の開発したエリオス星の科学力の粋を集めた合体ロボット。身長56メートル、体重678トン。動力源は超空間エネルギー。必殺技は“火炎剣火炎十文字斬り”。第2部のみ登場。

### 本作オリジナルメカ
超電磁戦艦マグネバード
4台のスーパーロボの整備ができる宇宙戦艦。四ッ谷博士が中心となって建造した。艦橋部にビッグファルコン、南原コネクションのデザインの名残が見て取れる。周囲4万キロにグランライトウェーブを照射でき、擬似的な地面を作り出すことが可能。中央ドック部から各スーパーロボットの合体・分離形態の全てで出撃可能なように作られている。艦首部を切り離して遠隔操縦する超電磁巨兵マグネコングに変形させることができる。第1部のみ登場。
烈将(れっしょう)フォボス
ダイモスを参考にバームのダイモスとして作られたいわばダイモス2号機。カラーリングやダイモスに比べやや細めなデザイン等女性的印象を受ける。装甲材質・動力など詳細は不明（超電磁ブリザードという武装の搭載から察して動力は超電磁エネルギーである可能性すらある）。ダイモスよりも武装が簡略化されダブル・ブリザードのカバーも無くなっている（双竜剣が使えない）。その代わりダイモスとの連携機能が強化されており、脚部にダイモスと同じカラーリングのダイモス用強化クロー“ダイモス・ゴッドハンド”を装備する。またダイモスと協力して烈風W（ダブル）正拳突きを放つことができる。膝の飾りは変形するブーメランになっており、これを使用したエリカの機転により窮地を脱する場面があった。名称不明のフライングソーサーらしき武装も確認されている。
平和協定の一環で、バーム星人をパイロットにすることになっていたため物語当初は登場していなかったが、第1部ではエリカが、第2部ではチリが乗って戦った。翼のあるバーム星人のためか、ダイモスでは背中に折り畳まれる装甲がフォボスでは翼状に展開する。
バトルアーマー
今作で設定された、バトルマシーン6号機。ロペットを搭乗させている。コン・バトラーVに追加合体（アーマード・コンバイン）し装甲・武装を強化する。合体後はコン・バトラーV6(ブイシックス)となる。追加武装として超電磁ヨーヨー・ハイパー、ダブルV(ブイ)レーザー、超電磁スピン・ファイナルストライクが使用可能となる。他に背部に大型のブースターが追加される。第1部の決戦で損傷し、コン・バトラー本体の修理を優先していたため、第2部には登場せず。
ボルトスピナー
ボルトマシーン6号機。本作以前の読み切り作品に初出。ボルトローラーとともにボルテスVに追加合体（ブイ・ツー・ツゥギャザー）し装甲・武装を強化する。合体後はボルテスVII（セブン）となる。追加武装として超電磁超重（ヘヴィ）コマが追加され天空剣も強化型になる。二つを組み合わせ、天空剣旋風一文字崩しという技が使用可能となる。ただし無人機のためプロテクトが外れないとただのお荷物となる。第1部の決戦で損傷し、ボルテス本体の修理を優先していたため、第2部には登場せず。
ボルトローラー
ボルトマシーン7号機。同上。武装のほかにも脚部にローラーダッシュを追加し、天空剣の新たなる技を生み出した。分離した一部は手首の追加装甲となる。第1部の決戦で損傷し、ボルテス本体の修理を優先していたため、第2部には登場せず。
デュナンの軍団
ジュエリオンが3000年の怨念をエネルギーに変えて生産し続けて来た巨大メカ軍団。その姿はメカ的なものから生物的なものまでさまざま。デュナン本星に辿り着いた時にはその数およそ120万と語られている。第1部のみ登場。
ジュエリオンの決戦メカ
名称不明。女性型の上半身と馬のような下半身を持つ巨大メカ。頭部には2本の角があり、6本の脚と翼を持ち、両手には巨大な鎌を持つ。3000年かけて貯えた怨念の精神エネルギーで動くためその力は無尽蔵。強靭な脚部、背中の棘からは電撃等、全身が武器であり、強化合体をしたコン・バトラーやボルテスも太刀打ちできなかった。最後はチリ（ベリオン）の離反で超電磁スピン・V（ビクトリー）ストライクに敗れた。第1部のみ登場。
アダルス
エリオス星の宇宙船。ダルタニアスの母艦となる。第2部のみ登場。
守護神ゴードル
ボアザンの守り神の石像であったが、実は強大な力を持つロボット。
原作同様ハイネルが搭乗するが、現在のハイネルに合わせて片方の角が折られている。第2部のみ登場。ボアザン各地の史跡に残されていたものの一体であるらしく、原作のものとは別固体。
ビッグガルーダ
ガルーダを模した巨大メカ。原作ではコン・バトラーVに1対1の勝負で倒された。
本作ではヴィーケインの起動のための前座として性能が劣化した量産機が多数登場。ダルタニアスに向けてアースボムを放った。第2部のみ登場。
ヴィーケイン
ビッグガルーダの軽く10倍近い全高を誇る超巨大ロボ。オリジナル・ガルーダの最終兵器。翼のある人型をしている他、冠の形状はガルーダおよびオレアナのそれを足したようなデザイン。あらゆる物質を取り込んでエネルギーに変え、半永久的に稼働できる。ただし起動にはアースボムすら越える超新星並のエネルギーを必要とした為ダルタニアスの超空間エネルギーに目をつけたガルーダが幾重にも張った策略で起動に成功した。それほどの巨体を1人で制御しようとした為、内部に飛び込んだ剣人とハイネルに攪乱され、超電磁スピン・V（ビクトリー）ストライクに敗れ去る。第2部のみ登場。

## ビクトリーファイブ
本作においては表題のビクトリーファイブが各部最終決戦のギミックとなっている。
ビクトリーファイブ
第1部の最終作戦コード。勝利の5人と書いてビクトリーファイブと読ませる。メンバーはコン・バトラーV6、ボルテスVII、ダイモス、フォボス、マグネコング。
第2部では対ヴィーケイン戦に救援に駆け付けたダイモス、フォボスとコン・バトラーV、ボルテスVにダルタニアスを加える。
超電磁スピン・V（ビクトリー）ストライク
超電磁ロボ4体がフォーメーションを組んで放つ本作品中最強の必殺技。第1部では、天空剣を頭上に掲げたボルテスVIIのひざ元にコン・バトラーV6がファイナルストライク用の追加エッジを構えて立ち、ダイモスとフォボスが2機を背中合わせで挟みこんで胸のダブルブリザードで加速、4体のフルパワーで超電磁スピンを叩き込んだ。
強化パーツが無ければできないと四ッ谷博士は考えていたが、第2部ではダルタニアスの2キロまで伸びる火炎剣を加速レールとして強化パーツ無しでヴィーケインの頭部と腕部を奪った。この際コン・バトラーが構えたのはツインランサーであった。

## 単行本

### 双葉社
全2巻。双葉社・ACTION COMICSから出版された（絶版）。
1. 2002年11月12日初版 ISBN 978-4575938012
2. 2004年4月12日初版 ISBN 978-4575938845

### JIVE
全2巻。JIVEから刊行された。本作の前身となった短編『超電磁マシーン ボルテスV 第41話 逆襲する貴族』が併録されている。
1. 2011年3月7日発売 ISBN 978-4861768286
2. 2011年3月7日発売 ISBN 978-4861768293